# إيف دوتشارم
إيف دوتشارم هو شخصية أعمال وسياسي كندي، ولد في 1958 في مونتريال في كندا. انتخب Mayor of Hull ‏ (1992 – 2001).